# Klokkestabel
 Ikke at forveksle med Klokkestol.
Klokkestabel er en fritstående, tårnlignende, ofte åben og tagdækket tømmerkonstruktion, som bærer en eller flere kirkeklokker. Den anvendes ved tårnløse kirker. Hvis klokkerne er ophængt i et lukket hus, kaldes det for et klokkehus.
Der findes flere klokkestabler nord og syd for grænsen i Sønderjylland. Den ældste danske klokkestabel findes i Birket i Vestlolland. Den største klokkestabel findes i Broager i Sønderjylland[kilde mangler].
Der er få bevarede klokkestabler, som stammer fra middelalderen. Stablerne fra denne tid havde ofte en monumental udformning.

## Galleri
- Klokkehus ved Birket Kirke, der er Danmarks ældste.
- Klokkestablen ved Rolsø Ødekirke på Mols.
- Klokkehus ved Broager Kirke, Sønderjylland.
- Rekonstrueret klokkestabel på Middelaldercentret. Den er rekonstrueret efter et kalkmaleri i Vesterø Søndre Kirke på Læsø. Klokken er en kopi af den i Bogø Kirke.
- Rekonstruktion af stavkirken fra Hørning Sogn med tilhørende klokkestabel på Moesgård Museum.